# マハカム川
マハカム川（マハカムがわ、インドネシア語: Sungai Mahakam）は、 インドネシアのカリマンタン島（ボルネオ島）の東カリマンタン州を流れる、カリマンタン島で最も流域面積の大きい河川である。

## 地理
カリマンタンの山岳地域に源を発し東方向に流れる。サマリンダ市から48キロメートル離れた地点でマカッサル海峡に注ぐ。熱帯雨林が囲うマハカム川流域には、ダヤク族の集落が点在している。
近郊は石炭などの鉱物資源や材木に恵まれ、マハカム川はこれらの輸送経路ともなっている。サマリンダを起点にマハカム川のクルーズ観光を楽しむことができる。川ではカワイルカや黒ランの群生地観察や、伝統的なダヤク族の集落を観光できる。流域のチェスと呼ばれる、小型のモーター付ボードが広く利用されている。またサマリンダとムアラ・ムンタイの区間などで、カパール・プブリックと呼ばれる公共の中型船も利用できる。サマリンダからコタ・バグン行きとムラッ行きのバスが利用できる。

### 流域の自治体
- サマリンダ
- コタ・バグン
- ムアラ・ムンタイ
- タンジュン・イシュイ
- ムラッ